# Sinistra Democratica (Ecuador)
Sinistra Democratica (in spagnolo: Izquierda Democrática - ID) è un partito politico ecuadoriano di orientamento socialista fondato nel 1970 da Rodrigo Borja Cevallos.

## Risultati elettorali
| Elezione          | Seggi            |
| ----------------- | ---------------- |
| Parlamentari 1998 | 17 / 122         |
| Parlamentari 2002 | 16 / 100         |
| Parlamentari 2006 | 11 / 100         |
| Parlamentari 2009 | 2 / 124          |
| Parlamentari 2013 | Non presentatosi |
| Parlamentari 2017 | 4 / 137          |